# Cindy Billaud
Cindy Billaud (Nogent-sur-Marne, 11 de marzo de 1986) es una atleta francesa, especialista en la prueba de 100 m vallas, en la que llegó a ser subcampeona europea en 2014.

## Carrera deportiva
En el Campeonato Europeo de Atletismo de 2014 ganó la medalla de plata en los 100 m vallas, con un tiempo de 12.79 segundos, llegando a meta tras la británica Tiffany Porter (oro con 12.76 s) y por delante de la belga Cindy Roleder (bronce con 12.82 segundos, que fue su mejor marca personal).